# Diapheromera femorata
Diapheromera femorata är en insektsart som först beskrevs av Thomas Say 1824.  Diapheromera femorata ingår i släktet Diapheromera och familjen Diapheromeridae. Inga underarter finns listade i Catalogue of Life.